# UFC on ESPN: Морено vs. Эрцег
UFC on ESPN: Moreno vs. Erceg (также известный как UFC on ESPN 64) — турнир по смешанным единоборствам, организованный Ultimate Fighting Championship, который был проведён 29 марта 2025 года на спортивной арене «Arena CDMX» в городе Мехико, Мексика.

## Подготовка турнира
Этот турнир стал седьмым мероприятием организации в Мехико, где в последний раз был проведён турнир UFC Fight Night: Морено vs. Ройвал 2 в феврале 2024 года.

### Главные события турнира
Изначально ожидалось, что в качестве заглавного события турнира будет организован бой в полулегком весе, в котором должны встретиться бывший временный чемпион UFC в полулегком весе (также бывший претендент на титул чемпиона UFC в полулёгком весе) местный боец Яир Родригес (#5 в рейтинге) и бразильско-мексиканский боец Диего Лопес (#3 в рейтинге). Однако этот поединок не был официально анонсирован. В дальнейшем появилась информация, что у организаторов в разработке находится другой поединок, который претендует стать заглавным событием турнира. Это бой в наилегчайшем весе между бывшим двукратным чемпионом UFC в наилегчайшем весе мексиканцем Брэндоном Морено (#2 в рейтинге) и бывшим претендентом на титул чемпиона UFC в наилегчайшем весе австралийцем хорватского происхождения Стивом Эрцегом (#8 в рейтинге). 8 февраля организаторы официально анонсировали и подтвердили бой между Морено и Эрцегом как заглавный.
| Заглавное событие — Наилегчайший вес | Заглавное событие — Наилегчайший вес | Заглавное событие — Наилегчайший вес |
| --- | --- | ------------------------------------ |
| Брэндон Морено | | Стив Эрцег                           |
| BRANDON CARRILLO MORENO «The Assassin Baby» (Малыш-убийца) 31 год (07.12.1993) Рост 170 см, размах рук 178 см, вес 56,9 кг Гражданство: Происхождение: Место рождения: Тихуана, Нижняя Калифорния, Мексика Представляет: Тихуана, Нижняя Калифорния, Мексика «Glory MMA & Fitness» Дебют в UFC — 01.10.2016 (с рекордом 11-3) Бонусы «Fight of the Night» (4) / «Perfomance of the Night» (3) Двукратный чемпион UFC в наилегчайшем весе (01.2023-07.2023, защиты 0/1) Временный чемпион UFC в наилегчайшем весе (07.2022-01.2023) Чемпион UFC в наилегчайшем весе (06.2021-01.2022, защиты 0/1) Претендент на титул чемпиона UFC в наилегчайшем весе (2020) Чемпион LFA в наилегчайшем весе (2019) Чемпион World Fighting Federation в наилегчайшем весе (2014-2016, защиты 3/3) | STEPHEN VINCENZO ERCEG «Astro Boy» (Астро-бой) 29 лет (27.07.1995) Рост 173 см, размах рук 174 см, вес 56,9 кг Гражданство: Происхождение: / Место рождения: Перт, Западная Австралия, Австралия Представляет: Перт, Западная Австралия, Австралия «Wilkes MMA» Дебют в UFC — 10.06.2023 (с рекордом 9-1) Бонусы «Perfomance of the Night» (2) Претендент на титул чемпиона UFC в наилегчайшем весе Чемпион Eternal MMA в наилегчайшем весе (2020-21) |                                      |
| Последние бои: 02.11.2024, Амир Альбази (#3), UDEC 24.02.2024, Брэндон Ройвал (#3), SDEC 08.07.2023, Алешандри Пантожа (#2), SDEC 21.01.2023, Дейвисон Фигейреду (ч), TKO3 30.07.2022, Кай Кара-Франс (#2), TKO3 | Последние бои: TKO1, Кай Кара-Франс (#4), 17.08.2024 UDEC, Алешандри Пантожа (ч), 04.05.2024 KO2, Мэтт Шнелл (#9), 02.03.2024 UDEC, Алессандру Коста, 11.11.2023 UDEC, Давид Дворжак (#10), 10.06.2023 (дебют в UFC) |                                      |

### Изменения карда турнира
При подготовке турнира были анонсированы, но впоследствии отменены следующие поединки:
- Бой в женском наилегчайшем весе между Ясмин Хауреги и Диони Барбозой[6]. Однако Барбоза снялась по неизвестной причине и была заменена бывшей чемпионкой LFA в женском минимальном весе Жулией Поластри. При этом весовая категория была понижена до минимального веса.[7] В свою очередь, Хауреги получила травму и была вынуждена сняться с поединка и её заменила также бывшая чемпионка LFA в женском минимальном весе Лупита Годинес (#11 в рейтине)[8].
- Бой в лёгком весе, в котором должны были встретиться Даниэль Зельхубер и Элвис Бренер[9]. Бренер снялся с боя по неизвестной причине и был заменён на бывшего чемпиона LFA в лёгком весе Остина Хаббарда[10]. В свою очередь, позже уже сам Зельхубер выбыл из-за травмы и его заменил Маркель Медерос.[11]
- Бой в лёгком весе, в котором должны были встретится Рафа Гарсия и Жуакин Силва[9]. Силва снялся с боя по неизвестной причине и его заменил Винс Пичел[12].

### Анонсированные бои
| Бой | Весовая категория     | Участники боёв и их статистика перед боем (рекорд ММА / рекорд UFC / серия) | Участники боёв и их статистика перед боем (рекорд ММА / рекорд UFC / серия) | Участники боёв и их статистика перед боем (рекорд ММА / рекорд UFC / серия) | Участники боёв и их статистика перед боем (рекорд ММА / рекорд UFC / серия) | Участники боёв и их статистика перед боем (рекорд ММА / рекорд UFC / серия) | Участники боёв и их статистика перед боем (рекорд ММА / рекорд UFC / серия) | Участники боёв и их статистика перед боем (рекорд ММА / рекорд UFC / серия) | Участники боёв и их статистика перед боем (рекорд ММА / рекорд UFC / серия) | Участники боёв и их статистика перед боем (рекорд ММА / рекорд UFC / серия) | Участники боёв и их статистика перед боем (рекорд ММА / рекорд UFC / серия) | Участники боёв и их статистика перед боем (рекорд ММА / рекорд UFC / серия) | Участники боёв и их статистика перед боем (рекорд ММА / рекорд UFC / серия) |
| |                       | Главный кард (Main Card, ESPN2/ESPN+)                                       |                                                                             |                                                                             |                                                                             |                                                                             |                                                                             |                                                                             |                                                                             |                                                                             |                                                                             |                                                                             |                                                                             |
| 1 | Наилегчайший вес      | Брэндон Морено (Brandon Moreno)                                             | #2, exЧ, TUF                                                                | 22-8-2                                                                      | 10-5-2                                                                      | +1                                                                          | vs.                                                                         | Стив Эрцег (Steve Erceg)                                                    | #8 (7), exП                                                                 | 12-3                                                                        | 3-2                                                                         | -2                                                                          | [ 13 ]                                                                      |
| 2 | Лёгкий вес            | Мануэль Торрес (Manuel Torres)                                              | CS                                                                          | 15-3                                                                        | 3-1                                                                         | -1                                                                          | vs.                                                                         | Дрю Добер (Drew Dober)                                                      | exT(13)                                                                     | 27-14 (1)                                                                   | 13-10 (1)                                                                   | -2                                                                          | [ 14 ]                                                                      |
| | Средний вес           | Келвин Гастелум (Kelvin Gastelum)                                           | exT(3), exПВ, TUFW                                                          | 19-9 (1)                                                                    | 13-9 (1)                                                                    | +1                                                                          | vs.                                                                         | Джо Пайфер (Joe Pyfer)▼                                                     | CS                                                                          | 13-3                                                                        | 4-1                                                                         | +1                                                                          | [ 15 ]                                                                      |
| 3 | Легчайший вес         | Рауль Росас (Raul Rosas Jr.)                                                | CS                                                                          | 10-1                                                                        | 4-1                                                                         | +3                                                                          | vs.                                                                         | Винс Моралес (Vince Morales)                                                | CS                                                                          | 16-9                                                                        | 3-7                                                                         | -2                                                                          | [ 16 ]                                                                      |
| 4 | Легчайший вес         | Дэвид Мартинес (David Martinez)                                             | д, CS                                                                       | 11-1                                                                        | -                                                                           | +7                                                                          | vs.                                                                         | Саймон Оливейра (Saimon Oliveira)                                           | CS                                                                          | 18-5                                                                        | 0-2                                                                         | -2                                                                          | [ 17 ]                                                                      |
| 5 | Наилегчайший вес      | Рональдо Родригес (Ronaldo Rodríguez)                                       | CS                                                                          | 17-2                                                                        | 2-0                                                                         | +7                                                                          | vs.                                                                         | Кевин Борхас (Kevin Borjas)                                                 | CS                                                                          | 9-3                                                                         | 0-2                                                                         | -2                                                                          | [ 18 ]                                                                      |
| |                       | Предварительный кард (Prelims, ESPN2/ESPN+)                                 |                                                                             |                                                                             |                                                                             |                                                                             |                                                                             |                                                                             |                                                                             |                                                                             |                                                                             |                                                                             |                                                                             |
| 6 | Наилегчайший вес      | Эдгар Чайрес (Edgar Cháirez)                                                | CS                                                                          | 11-6                                                                        | 1-2 (1)                                                                     | -1                                                                          | vs.                                                                         | Си Джей Вергара (CJ Vergara)                                                | CS                                                                          | 12-6-1                                                                      | 3-4                                                                         | -2                                                                          | [ 19 ]                                                                      |
| 7 | Средний вес           | Хосе Медина (José Medina)                                                   | CS                                                                          | 11-4                                                                        | 0-1                                                                         | -2                                                                          | vs.                                                                         | Атеба Готье (Ateba Gautier)                                                 | д, CS                                                                       | 6-1                                                                         | -                                                                           | +5                                                                          | [ 20 ]                                                                      |
| 8 | Полулёгкий вес        | Кристиан Родригес (Christian Rodriguez)                                     | CS                                                                          | 12-2                                                                        | 5-2                                                                         | +1                                                                          | vs.                                                                         | Мелкизаэл Коста (Melquizael Costa)                                          |                                                                             | 22-7                                                                        | 3-2                                                                         | +2                                                                          | [ 21 ]                                                                      |
| 9 | Жен. минимальный вес  | Лупита Годинес (Lupita Godinez)▲                                            | #11 (10)                                                                    | 12-5                                                                        | 7-5                                                                         | -2                                                                          | vs.                                                                         | Жулиа Поластри (Julia Polastri)                                             | CS                                                                          | 13-4                                                                        | 1-1                                                                         | +1                                                                          | [ 22 ]                                                                      |
| 10 | Лёгкий вес            | Рафа Гарсия (Rafa García)                                                   |                                                                             | 16-4                                                                        | 4-4                                                                         | -1                                                                          | vs.                                                                         | Винс Пичел (Vinc Pichel)▲                                                   | TUF                                                                         | 14-4                                                                        | 7-4                                                                         | -2                                                                          | [ 23 ]                                                                      |
| 11 | Полулёгкий вес        | Джамалл Эммерс (Jamall Emmers)                                              | CS                                                                          | 20-8                                                                        | 3-4                                                                         | -1                                                                          | vs.                                                                         | Габриэл Миранда (Gabriel Miranda)                                           |                                                                             | 17-7                                                                        | 1-2                                                                         | -1                                                                          | [ 24 ]                                                                      |
| 12 | Лёгкий вес            | Маркель Медерос (MarQuel Mederos)▲                                          | CS                                                                          | 9-1                                                                         | 1-0                                                                         | +7                                                                          | vs.                                                                         | Остин Хаббард (Austin Hubbard)                                              | TUF                                                                         | 16-8                                                                        | 4-6                                                                         | -1                                                                          | [ 25 ]                                                                      |
| |                       | Отменённые бои                                                              |                                                                             |                                                                             |                                                                             |                                                                             |                                                                             |                                                                             |                                                                             |                                                                             |                                                                             |                                                                             |                                                                             |
| | Полулёгкий вес        | Диего Лопес (Diego Lopes)                                                   | #3, CS                                                                      | 26-6                                                                        | 5-1                                                                         | +5                                                                          | vs.                                                                         | Яир Родригес (Yair Rodriguez)                                               | #5, exЧВ, TUFW                                                              | 19-5 (1)                                                                    | 10-4 (1)                                                                    | -2                                                                          | [ 26 ]                                                                      |
| | Жен. наилегчайший вес | Ясмин Хауреги (Yazmin Jauregui)                                             |                                                                             | 11-2                                                                        | 3-2                                                                         | -1                                                                          | vs.                                                                         | Диони Барбоза (Dione Barbosa)▼                                              | CS                                                                          | 7-3                                                                         | 1-1                                                                         | -1                                                                          | [ 27 ]                                                                      |
| | Жен. минимальный вес▼ | Ясмин Хауреги (Yazmin Jauregui)▼                                            |                                                                             | 11-2                                                                        | 3-2                                                                         | -1                                                                          | vs.                                                                         | Жулиа Поластри (Julia Polastri)▲                                            | CS                                                                          | 13-4                                                                        | 1-1                                                                         | +1                                                                          | [ 28 ]                                                                      |
| | Лёгкий вес            | Даниэль Зельхубер (Daniel Zellhuber)                                        | CS                                                                          | 15-2                                                                        | 3-2                                                                         | -1                                                                          | vs.                                                                         | Элвис Бренер (Elves Brener)▼                                                |                                                                             | 16-5                                                                        | 3-2                                                                         | -2                                                                          | [ 29 ]                                                                      |
| | Лёгкий вес            | Даниэль Зельхубер (Daniel Zellhuber)▼                                       | CS                                                                          | 15-2                                                                        | 3-2                                                                         | -1                                                                          | vs.                                                                         | Остин Хаббард (Austin Hubbard)▲                                             | TUF                                                                         | 16-8                                                                        | 4-6                                                                         | -1                                                                          | [ 30 ]                                                                      |
| | Лёгкий вес            | Рафа Гарсия (Rafa García)                                                   |                                                                             | 16-4                                                                        | 4-4                                                                         | -1                                                                          | vs.                                                                         | Жуакин Силва (Joaquim Silva)▼                                               | TUF                                                                         | 13-5                                                                        | 6-5                                                                         | -1                                                                          | [ 31 ]                                                                      |
| Условные обозначения: #5 (1) — текущее (лучшее) место бойца в рейтинге, exЧ(В) — бывший чемпион (временный), exП(В) — бывший претендент на титул чемпиона (временного), exТ(3) — боец входил в рейтинг Топ-15 (лучшее место в рейтинге), д — дебютант, CS — боец участвовал в Претендентской серии Дэйны Уайта, R2U — боец участвовал в шоу Road To UFC, TUF — боец участвовал в шоу The Ultimate Fighter, TUFW — боец являлся победителем The Ultimate Fighter, WEC/SF — боец выступал в WEC или Strikeforce до объединения этих организаций с UFC. |                       |                                                                             |                                                                             |                                                                             |                                                                             |                                                                             |                                                                             |                                                                             |                                                                             |                                                                             |                                                                             |                                                                             |                                                                             |

## Церемония взвешивания
Результаты официальной церемонии взвешивания бойцов перед турниром.
| Весовая категория и допустимый лимит в фунтах | Весовая категория и допустимый лимит в фунтах | Участники боёв и их вес в фунтах | Участники боёв и их вес в фунтах | Участники боёв и их вес в фунтах | Участники боёв и их вес в фунтах |
| --------------------------------------------- | --------------------------------------------- | -------------------------------- | -------------------------------- | -------------------------------- | -------------------------------- |
| Наилегчайший вес                              | 125 (+1)                                      | Брэндон Морено                   | 125                              | Стив Эрцег                       | 125                              |
| Лёгкий вес                                    | 155 (+1)                                      | Мануэль Торрес                   | 156                              | Дрю Добер                        | 155                              |
| Средний вес                                   | 185 (+1)                                      | Келвин Гастелум                  | 186                              | Джо Пайфер                       | 185                              |
| Легчайший вес                                 | 135 (+1)                                      | Рауль Росас                      | 135                              | Винс Моралес                     | 136                              |
| Легчайший вес                                 | 135 (+1)                                      | Дэвид Мартинес                   | 135                              | Саймон Оливейра                  | 135                              |
| Наилегчайший вес                              | 125 (+1)                                      | Рональдо Родригес                | 127 *                            | Кевин Борхас                     | 125                              |
| Наилегчайший вес                              | 125 (+1)                                      | Эдгар Чайрес                     | 126                              | Си Джей Вергара                  | 126                              |
| Средний вес                                   | 185 (+1)                                      | Хосе Медина                      | 186                              | Атеба Готье                      | 186                              |
| Полулёгкий вес                                | 145 (+1)                                      | Кристиан Родригес                | 146                              | Мелкизаэл Коста                  | 145                              |
| Жен. минимальный вес                          | 115 (+1)                                      | Лупита Годинес                   | 116                              | Жулиа Поластри                   | 116                              |
| Лёгкий вес                                    | 155 (+1)                                      | Рафа Гарсия                      | 155                              | Винс Пичел                       | 156                              |
| Полулёгкий вес                                | 145 (+1)                                      | Джамалл Эммерс                   | 145                              | Габриэл Миранда                  | 145                              |
| Лёгкий вес                                    | 155 (+1)                                      | Маркель Медерос                  | 156                              | Остин Хаббард                    | 156                              |

[*] Рональдо Родригес не смог уложиться в лимит наилегчайшей весовой категории (превышение составило 1 фунт) и будет оштрафован на 20% от гонорара в пользу соперника. Бой пройдёт в промежуточном весе 127 фунтов.

## Результаты турнира
В главном бою вечера Брэндон Морено победил Стива Эрцега единогласным решением судей.
| Статистика поединка: | Статистика поединка: | Статистика поединка:                          | Статистика поединка:                          | Статистика поединка: | Статистика поединка: | Статистика поединка: | Статистика поединка: | Статистика поединка: | Статистика поединка: | Статистика поединка: | Статистика поединка: | Статистика поединка: | Статистика поединка: | Статистика поединка: | Статистика поединка: | Статистика поединка: | Статистика поединка: | Статистика поединка: |
| Участник             | Нокдауны             | Акцентрованные удары (по цели/всего/точность) | Акцентрованные удары (по цели/всего/точность) | По раундам           | По раундам           | По раундам           | По раундам           | По раундам           | По цели              | По цели              | По цели              | По позиции           | По позиции           | По позиции           | Тейкдауны            | Тейкдауны            | Контроль             | Попытка приема       |
| Участник             | Нокдауны             | Акцентрованные удары (по цели/всего/точность) | Акцентрованные удары (по цели/всего/точность) | 1Р                   | 2Р                   | 3Р                   | 4Р                   | 5Р                   | Голова               | Корпус               | Ноги                 | Дистанция            | Клинч                | Партер               | Тейкдауны            | Тейкдауны            | Контроль             | Попытка приема       |
| -------------------- | -------------------- | --------------------------------------------- | --------------------------------------------- | -------------------- | -------------------- | -------------------- | -------------------- | -------------------- | -------------------- | -------------------- | -------------------- | -------------------- | -------------------- | -------------------- | -------------------- | -------------------- | -------------------- | -------------------- |
| Брэндон Морено       | 0                    | 89/176                                        | 50%                                           | 21/40                | 21/46                | 10/24                | 19/35                | 18/31                | 59/138               | 18/25                | 12/13                | 87/174               | 2/2                  | 0                    | 1/5                  | 20%                  | 1:25                 | 0                    |
| Стив Эрцег           | 0                    | 116/279                                       | 41%                                           | 25/68                | 27/48                | 20/50                | 25/57                | 19/56                | 90/237               | 11/24                | 15/18                | 115/278              | 1/1                  | 0                    | 0                    | -                    | 0:00                 | 0                    |

| Бой    | Весовая категория         | Результат боя        | Результат боя   | Результат боя | Результат боя | Результат боя | Результат боя     | Результат боя | Способ победы                                                     | Раунд | Время | Рефери в ринге |
|        |                           | Главный кард         |                 |               |               |               |                   |               |                                                                   |       |       |                |
| Бой 12 | Наилегчайший вес          |                      | Брэндон Морено  | #2            | поб.          |               | Стив Эрцег        | #8            | Единогласное решение (49–46, 49–46, 49–46)                        | 5     | 5:00  | Херб Дин       |
| Бой 11 | Лёгкий вес                |                      | Мануэль Торрес  |               | поб.          |               | Дрю Добер         |               | Технический нокаут (комбинация из двух ударов голову и добивание) | 1     | 1:45  | Майк Белтран   |
| Бой 10 | Наилегчайший вес          |                      | Эдгар Чайрес    |               | поб.          |               | Си Джей Вергара   |               | Сдача, удушающий приём                                            | 1     | 2:30  | Марк Годдард   |
| Бой 9  | Легчайший вес             |                      | Рауль Росас     |               | поб.          |               | Винс Моралес      |               | Единогласное решение (29–28, 29–28, 29–28)                        | 3     | 5:00  | Майк Белтран   |
| Бой 8  | Легчайший вес             |                      | Дэвид Мартинес  | д             | поб.          |               | Саймон Оливейра   |               | Технический нокаут (удар рукой в голову и добивание)              | 1     | 4:38  | Марк Годдард   |
| Бой 7  | Промежуточный вес (127) * |                      | Кевин Борхас    |               | поб.          |               | Рональдо Родригес |               | Единогласное решение (30–27, 30–27, 29–28)                        | 3     | 5:00  | Херб Дин       |
|        |                           | Предварительный кард |                 |               |               |               |                   |               |                                                                   |       |       |                |
| Бой 6  | Средний вес               |                      | Атеба Готье     | д             | поб.          |               | Хосе Медина       |               | Нокаут (удар коленом в голову)                                    | 1     | 3:32  | Рауль Поррата  |
| Бой 5  | Полулёгкий вес            |                      | Мелкизаэл Коста |               | поб.          |               | Кристиан Родригес |               | Единогласное решение (29–28, 29–28, 29–28)                        | 3     | 5:00  | Фернандо Салас |
| Бой 4  | Жен. минимальный вес      |                      | Лупита Годинес  | #11           | поб.          |               | Жулиа Поластри    |               | Единогласное решение (29–28, 29–28, 29–28)                        | 3     | 5:00  | Орасио Лопес   |
| Бой 3  | Лёгкий вес                |                      | Рафа Гарсия     |               | поб.          |               | Винс Пичел        |               | Единогласное решение (30–27, 30–27, 29–28)                        | 3     | 5:00  | Рауль Поррата  |
| Бой 2  | Полулёгкий вес            |                      | Джамалл Эммерс  |               | поб.          |               | Габриэл Миранда   |               | Технический нокаут (удар рукой в голову и добивание)              | 1     | 4:06  | Фернандо Салас |
| Бой 1  | Лёгкий вес                |                      | Маркель Медерос |               | поб.          |               | Остин Хаббард     |               | Раздельное решение (28–29, 29–28, 29–28)                          | 3     | 5:00  | Орасио Лопес   |

Официальные судейские карточки турнира.

## Награды
Следующие бойцы были удостоены денежного бонуса в размере $50,000:
- Лучший бой вечера: не присуждался
- Выступление вечера: Мануэль Торрес, Эдгар Чайрес, Дэвид Миртинес и Атеба Готье